# Савельєв Дмитро Федорович
Саве́льєв Дмитро Федорович (*20 листопада 1906, селище Базарно — †1 лютого 1965, місто Іжевськ) — організатор промислового виробництва, директор Іжевського металургійного заводу, депутат Верховної Ради РРФСР 2-го та 4-го скликань (1947, 1955), делегат XXII з'їзду КПРС (1961).

## Біографія
Дмитро Федорович народився у селищі Базарно Карабулацького району Саратовської області. 1930 року закінчив Ленінградський металургійний інститут. З 1936 року працював на Іжевському сталеробному заводі (з 1939 року — Іжевському металургійному заводі): начальником майстерні, заступником начальника та начальником цехів. У 1942—1946 роках був секретарем партійного комітету та партійним організатором ЦК ВКП(б), у 1946—1965 роках — директором заводу. Під його керівництвом відбулась друга реконструкція заводу.
За особливі відміни при впровадженні сталевих фасонних профілів та маловідходної штамповки отримав Золоту медаль ВДНГ (1964). Нагороджений орденом Леніна (1961), трьома орденами Трудового Червоного Прапора (1942, 1950, 1958), орденом Червоної Зірки (1944) та численними медалями.